# Moonraker
Moonraker is de elfde James Bondfilm geproduceerd door EON Productions en werd uitgebracht in 1979. Het verhaal is gebaseerd op het gelijknamige James Bond-boek uit 1955 van Ian Fleming. De rol van James Bond werd vertolkt door Roger Moore en de film werd geregisseerd door Lewis Gilbert. Omdat sciencefictionfilms zeer succesvol bleken te zijn, ging Bond in deze film naar de ruimte terwijl in het originele boek Bond gewoon op de aarde blijft.

## Verhaal
Als een Moonraker-spaceshuttle wordt gestolen tijdens het transport naar het Verenigd Koninkrijk boven op een transportvliegtuig, wordt James Bond door M op onderzoek uitgestuurd. De inleiding voor de begintitel bevat zowel het in vlammen opgaan van het vliegtuig tijdens de diefstal van de Moonraker als Bond die in Zuid-Afrika uit een ander vliegtuig wordt geduwd zonder parachute door Jaws, een huurmoordenaar die voor het eerst te zien was in The Spy Who Loved Me. Na dit overleefd te hebben (door de parachute van een tegenstander af te pakken) komt Bond terug op het hoofdkwartier in Londen waar hij door M over de huidige crisis wordt geïnformeerd: de shuttle was in bruikleen van de Amerikaanse regering en moet dus opgespoord worden. Bond moet zijn onderzoek beginnen door informatie te zoeken bij Sir Hugo Drax, wiens bedrijf de leverancier is van de spaceshuttles voor de Amerikaanse regering. Bond probeert hem te ontmoeten op zijn landgoed en bij zijn fabriek in Californië.
Bij Drax Industries wordt Bond ogenschijnlijk vriendelijk verwelkomd door Drax en zijn handlanger Chang, die er echter onmiddellijk op uit wordt gestuurd om ervoor te zorgen dat Bond "iets vervelends overkomt". Bond ontmoet ook dr. Holly Goodhead, een wetenschapper die voor Drax werkt en die hem in een simulatiecentrifuge zet die de G-krachten test, wat Chang in staat stelt hem "iets vervelends" te laten overkomen door hem te snel rond te laten draaien. Als Bond ook dit overleefd heeft beseft hij dat Drax hem uit de weg wil hebben. 's Nachts sluipt hij met de hulp van Drax' pilote Corrine Dufour het kantoor van Drax binnen en vindt daar blauwdrukken voor een glazen flesje dat in Venetië wordt gemaakt. De volgende ochtend verlaat Bond Californië en gaat op weg naar Venetië, maar niet voor hij weer aan een moordaanslag ontsnapt. Drax heeft inmiddels via Chang vernomen van Corrines verraad en laat zijn jachthonden op haar los.
In Venetië bezoekt Bond de glasfabriek waar Drax een connectie mee heeft, waar hij dr. Goodhead weer ontmoet en te weten komt dat zij eigenlijk een agente is voor de CIA en Drax bespioneert. Bond ontdekt een geheim laboratorium en komt erachter dat de glazen die daar gefabriceerd worden, gevuld worden met een vloeistof. De glazen worden in een bol gestopt. Er valt een flesje kapot en de wetenschappers sterven ter plekke, terwijl de proefratten blijven leven. Na deze ontdekking valt Chang Bond aan. In gevecht met Chang ontdekt Bond dat de bollen verscheept gaan worden naar Rio de Janeiro. Na Chang gedood te hebben stuurt Bond een alarmbericht naar M en naar defensieminister Frederick Gray. Het laboratorium blijkt bij binnenkomst echter verdwenen en Gray eist dat Bond van de zaak wordt gehaald; Bond heeft echter een buisje gif bewaard, waarop M hem "verlof" geeft zodat hij de zaak kan voortzetten.
In Rio de Janeiro gaat Bond met de plaatselijke agente Manuela op zoek naar Drax' pakhuis, midden tijdens het carnaval, waarbij ze worden aangevallen door Jaws, die inmiddels door Drax is aangenomen als Changs vervanger. Het pakhuis blijkt al vrijwel leeg. Bond komt dr. Goodhead opnieuw tegen op de Suikerbroodberg. Als ze met de kabelbaan opnieuw afdalen valt Jaws weer aan. Jaws vangt bot en stort met de kabeltram in een gebouw. Daar ontmoet hij een klein blonde vrouw, Dolly, die hem helpt te bevrijden uit het puin - de twee worden prompt verliefd. Goodhead wordt later alsnog gevangen door mannen van Drax, maar Bond ontsnapt. Q heeft inmiddels ontdekt dat de vloeistof een zenuwgas is dat alleen mensen doodt en planten en dieren ongemoeid laat. Het gas wordt gewonnen uit een zeldzame orchidee die in de jungle van de Amazone groeit. Bond gaat op onderzoek, wordt bij een grote waterval weer door Jaws aangevallen en ontdekt ten slotte een geheime basis van Drax in een oude Indianenstad. Daar ontmoet hij een hoop beeldschone vrouwen die hij eerder als gasten of medewerksters van Drax heeft gezien. Bond wordt gevangengenomen en samen met dr. Goodhead opgesloten in een ruimte. Drax lanceert zijn zes Moonraker-spaceshuttles: één had onvoorziene gebreken, dus daarom liet Drax zijn eigen spaceshuttle stelen. Bond en Goodhead ontsnappen echter via een luchtafvoer en weten de piloten van Moonraker 6 te overmeesteren. Bond en Goodhead vliegen de ruimte in en ontdekken dat de spaceshuttle gevuld is met knappe, jonge mannen en vrouwen, wat Bond vergelijkt met de Ark van Noach.
De Moonrakers meren aan bij een groot, voor de radar onzichtbaar ruimtestation dat Drax heeft gebouwd. Bond en Goodhead saboteren het anti-radarsysteem maar worden door Jaws gevangengenomen. Drax onthult dat hij de bollen met zenuwgas wil gebruiken om de mensheid uit te roeien en zo een nieuwe wereldorde te stichten, waarin alle mensen lichamelijk perfect zijn. Bond wijst erop dat in zo'n orde geen plaats zal zijn voor niet-volmaakten, waarop Jaws (ook vanwege Dolly) de zijde van Bond kiest. Ondertussen is het ruimtestation zichtbaar op de radar geworden en de Amerikanen lanceren een spaceshuttle met militairen om het ruimtestation te vernietigen. Het komt tot een gevecht met lasergeweren in de ruimte, waarbij de Amerikanen doordringen in het ruimtestation. Bond weet Drax in de luchtsluis met een gifpijl in de borst te schieten, waarna hij de stervende Drax in een luchtsluis duwt en hem in de ruimte loslaat. Bond en Goodhead nemen Moonraker 5 en gaan achter de drie bollen aan die Drax nog lanceerde voor het station vernietigd werd. Jaws en Dolly ontkomen ook en weten veilig de Aarde te bereiken. Bond weet de bollen te vernietigen met de laser op de Moonraker. Na afloop wordt er videocontact gemaakt met de Moonraker, waarbij de beelden ook in het Witte Huis en in Buckingham Palace vertoond zullen worden. Tot grote gêne van minister Gray toont de camera echter hoe Bond en Goodhead de liefde bedrijven in de shuttle, tot Bond de camera opmerkt en het contact verbreekt.

## Oorsprong titel
De titel Moonraker verwijst naar de naam van het type ruimteveer dat Drax laat maken.

## Rolverdeling
| Acteur             | Personage                                                                  |
| ------------------ | -------------------------------------------------------------------------- |
| Roger Moore        | James Bond                                                                 |
| Bernard Lee        | M                                                                          |
| Lois Maxwell       | Miss Moneypenny                                                            |
| Desmond Llewelyn   | Q                                                                          |
| Lois Chiles        | Dr. Holly Goodhead                                                         |
| Michael Lonsdale   | Sir Hugo Drax                                                              |
| Corinne Cléry      | Corinne Dufour (stem door Nikki Van der Zyl) (onvermeld)                   |
| Richard Kiel       | Jaws                                                                       |
| Toshiro Suga       | Chang                                                                      |
| Walter Gotell      | Generaal Gogol                                                             |
| Geoffrey Keen      | Frederick Gray                                                             |
| Emily Bolton       | Manuela                                                                    |
| Blanche Ravalec    | Dolly                                                                      |
| Chichinou Kaeppler | Signora Del Mateo (Drax' vrouwelijke gezelschap)                           |
| Françoise Gayat    | Lady Victoria Devon (Drax' vrouwelijke gezelschap) (als Francoise Gayat)   |
| Catherine Serre    | Gravin Labinsky (Drax' vrouwelijke gezelschap)                             |
| Béatrice Libert    | Mademoiselle Deradier (Drax' vrouwelijke gezelschap) (als Beatrice Libert) |
| Anne Lonnberg      | Museumgids (Drax' vrouwelijke gezelschap)                                  |
| Christina Hui      | Drax' vrouwelijke gezelschap                                               |
| Nicaise Jean-Louis | Drax' vrouwelijke gezelschap                                               |
| Nicaise Jean-Louis | Drax' vrouwelijke gezelschap                                               |
| Melinda Maxwell    | Drax' vrouwelijke gezelschap (onvermeld)                                   |
| Leila Shenna       | Bondgirl in privéjet                                                       |
| Eva Reuber-Staier  | Rublevich, Gogols secretaresse                                             |

## Filmmuziek
De titelsong van de film, Moonraker, werd gezongen door Shirley Bassey. Het is derde maal dat zij de titelsong van een Bondfilm zingt. Ze zong ook de titelsong van Goldfinger en Diamonds Are Forever. De muziek werd opnieuw gecomponeerd door John Barry.
1. Moonraker (Main Title)
2. Space Laser Battle
3. Miss Goodhead Meets Bond
4. Cable Car and Snake Fight
5. Bond Lured to Pyramid
6. Flight into Space
7. Bond Arrives in Rio and Boat Chase
8. Centrifuge and Corrine Put Down
9. Bond Smells a Rat
10. Moonraker (End Title)

## Filmlocaties
- Londen, Verenigd Koninkrijk
- Pinewood Studio's in Londen, Verenigd Koninkrijk
- Studios de Boulogne in Parijs, Frankrijk
- Studios de Paris in Parijs, Frankrijk
- Cinema Eclair Studios in Parijs, Frankrijk
- Kasteel van Vaux-le-Vicomte in Melun, Frankrijk
- Rockwell Manufacturing fabriek in Palmdale, Verenigde Staten
- Venetië, Italië
- San Marcoplein in Venetie, Italië
- Venini Glas Museum in Venetië,  Italië
- Hotel Danieli in Venetië, Italië
- Los Angeles, Verenigde Staten
- Los Angeles International Airport in Los Angeles, Verenigde Staten
- kerk van San Nicolò dei Mendicoli in Venetië, Italië
- Rio de Janeiro, Brazilië
- Suikerbroodberg in Rio de Janeiro, Brazilië
- Amazoneregenwoud in Brazilië
- Cataratas do Iguaçu Watervallen in Brazilië
- Maya's Ruïne in Tikal (stad), Guatemala
- Kennedy Space Center Cape Canaveral, Verenigde Staten

## Trivia
- Dit is de elfde Bondfilm, de vierde met Roger Moore in de hoofdrol.
- Moonraker werd gemaakt om het succes van films zoals Star Wars te kunnen evenaren.
- Er wordt gebruik gemaakt van muziekthema's uit andere bekende films om bepaalde scènes kracht bij te zetten, of te persifleren, zo ook in het volgende punt.
- Het laboratorium van Drax in Venetië heeft een elektronisch slot dat wordt geopend met hetzelfde deuntje als in de begroeting van het ruimteschip in de film Close Encounters of the Third Kind (1977).
- Jaws is ook al te zien in The Spy Who Loved Me.
- Bernard Lee speelde voor de laatste maal het personage M.
- Dit is de tweede film waarin Bond in de openingsscène een parachute gebruikt. De valscène werd opgenomen in zeer korte shots, omdat de stuntmannen na enkele seconden hun jassen moesten afdoen om hun verborgen parachutes snel te openen.
- Moonraker is in veel televisieseries en films geparodieerd, waaronder The Simpsons, Austin Powers: The Spy Who Shagged Me en Star Trek: Deep Space Nine.
- Christopher Wood schreef een boek gebaseerd op de film Moonraker. Omdat de film ontzettend veel verschilde van het originele boek van Ian Fleming, lijkt het boek van Wood ook weinig op dat van Fleming.
- Tom Mankiewicz heeft eerder al het script voor Moonraker geschreven. Dit script werd echter niet gebruikt. Gedeelten van dat script zijn later wel gebruikt voor andere Bondfilms, waaronder de messengooiende tweeling voor Octopussy en voor de Eiffeltorenscène in A View to a Kill.
- Moonraker zou oorspronkelijk gemaakt worden na On Her Majesty's Secret Service.
- Al in 1955 heeft Fleming de filmrechten voor Moonraker verkocht aan een Brits bedrijf, namelijk Rank Organisation, voor 10.000 pond. Vier jaar later kocht hij de rechten weer terug, zonder dat Rank ooit wat met het verhaal had gedaan.
- Lois Chiles (Dr. Holly Goodhead) werd al eerder gevraagd om in The Spy Who Loved Me de rol van Anya Amasova te spelen. Ze heeft toen geweigerd omdat ze, om persoonlijke redenen, haar carrière tijdelijk stopgezet had.

### Boek en film
- Het verhaal van de film heeft amper wat te doen met de roman. In de roman wenste Drax met een raket Londen te bombarderen, terwijl hij in de film vanuit een ruimtestation de mensheid wil vernietigen.
- Hugo Drax is in de roman een nazi, terwijl hij in de film droomt van een superras (hoewel niet op racistische gronden, maar eerder op schoonheidsidealen).
- In de roman tracht Drax Bond en Gala Brand te vermoorden door hen onder de uitlaat van de Moonraker vast te binden, in de film gebeurt dit ook in een ietwat andere opzet (Bond en Goodhead worden opgesloten in een kamer onder de uitlaat van de Moonraker), al is de Moonraker hier geen raket maar een spaceshuttle.
- Zelfs de naam van de bondgirl komt niet overeen: in de film heet ze Holly Goodhead en in de roman Gala Brand.